# 高雄榮民總醫院臺南分院
高雄榮民總醫院臺南分院為臺南市永康區的地區醫院，服務項目包含門診、急診、住院、手術等醫療照顧，並支援臺南、佳里、岡山榮民之家的醫療服務。臺南分院設有398床住院病床、88床特殊病床。

## 介紹
高雄榮民總醫院臺南分院的歷史可追溯至1952年設立的臺南榮譽國民之家，其最初由台灣省衛生處代管，並設有醫務、輔導、總務處。1957年7月1日，「臺灣永康榮民醫院」設立於臺南縣永康鄉網寮。1959年5月，奉命為輔導會的南部重點治療醫院，為慢性療養院所。於1966年10月4日改銜為「行政院國軍退除役官兵輔導委員會永康榮民醫院」，1973年歷經多次修編，之後陸續擴增人員，並於1990年擴編轉型為地區綜合醫院。2000年7月，設立附設護理之家。2012年1月，因應榮民醫療體系組織整合，永康榮民醫院併入高雄榮民總醫院，改為「高雄榮民總醫院臺南分院」。
另外，臺南榮家因台南鐵路地下化而搬遷，2016年決定遷建至高雄榮總臺南分院西側的平實營區R7基地（北側的網寮北營區基地則為台南榮服處），打造醫養合一的園區，也是首個榮家與榮民醫院結合的情形。